# 奥平彩乃
奥平 彩乃（おくだいら あやの、1992年3月27日 - ）は、群馬県富岡市出身の元女子競輪選手。日本競輪選手会群馬支部所属、ホームバンクは前橋競輪場。日本競輪選手養成所第122期生。師匠は矢島一弥（92期）。

## 経歴
中学時代はハンドボール、高校からサッカーを始め、尚美学園大学進学後もサッカーを続けた。大学卒業後、こんにゃく会社に勤務していた時、元競輪選手に出会い競輪選手を志したという。
2019年の1度目の試験では不合格となったものの、2021年1月14日、日本競輪選手養成所第122回技能試験に合格。在所競走成績は19位（0勝）。
2022年5月7日、松山競輪場でデビューし7着。
競走成績不振による代謝制度の対象となり、2023年12月25日の宇都宮FII第5レース（ガールズ一般）6着をラストレースとした。
2023年1月16日、選手登録消除。現役時代の通算戦績は、130戦0勝。最高は3着2回であった。